# Dichanthium foulkesii
Dichanthium foulkesii là một loài thực vật có hoa trong họ Hòa thảo. Loài này được (Hook.f.) S.K.Jain & Deshp. mô tả khoa học đầu tiên năm 1978 publ. 1979.